# Deniss Ivanovs
Deniss Ivanovs (russisch Денис Иванов; * 11. Januar 1984 in Liepāja) ist ein lettischer Fußballspieler, der beim FK Baku in der Premyer Liqası spielt.

## Vereinskarriere
Deniss Ivanovs begann seine Karriere in der Jugend seines Heimatvereins FK Liepājas Metalurgs. Im Jahr 2001 stand dieser erstmals in einem Pflichtspiel für Metalurgs auf dem Rasen. Nach neun Spielzeiten in der Virslīga, in der er zweimal die Meisterschaft gewann (einmal davon mit Rüdiger Abramczik) sowie den Lettischen Pokal und die Baltic League 2007, wechselte Ivanovs nach Südafrika zu Ajax Cape Town. Nach der Saison 2009/10 wechselte der Defensivspieler in die Süper Lig zu Sivasspor. Bereits eine Saison später wechselte Ivanovs zum FK Baku der mit Aleksandrs Starkovs einen lettischen Trainer und mit Māris Verpakovskis einen Spieler aus dem Baltischen Staat unter Vertrag hatte. Mit dem aserbaidschanischen Verein wurde er im ersten Jahr Pokalsieger nach einem Finalsieg gegen Neftçi Baku.

## Nationalmannschaft
Deniss Ivanovs wurde im Jahr 2005 erstmals in den Nationalmannschaftskader von Lettland einberufen. Zu seinem Debüt kam er im Dezember 2005 gegen Thailand während des King’s Cup. Mit der Lettischen Auswahl nahm er am Baltic Cup 2008 und 2010 teil. Bei seiner ersten Teilnahme 2008 konnte er mit der Mannschaft den insgesamt 20. Titel für Lettland gewinnen.

## Erfolge
mit dem FK Liepājas Metalurgs:
- Lettischer Meister: 2005, 2009
- Lettischer Pokalsieger: 2005/06
- Baltic League: 2007

mit FK Baku:
- Aserbaidschanischer Pokalsieger

mit Lettland:
- Baltic Cup: 2008